# Edith la Hermosa

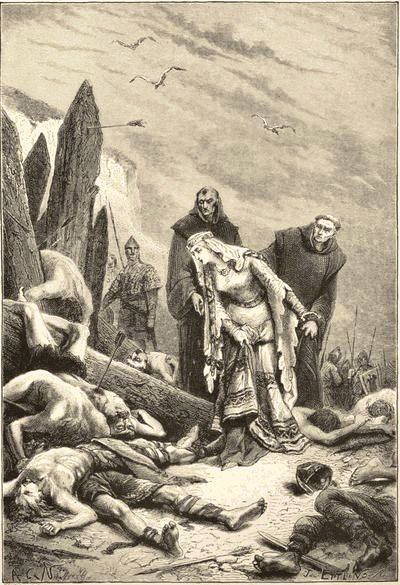
Edith Cuello de Cisne descubre el cadáver de Harold.

Edith Swannesha (en inglés antiguo: Ealdgyd Swann hnesce, «Edith el Dulce Cisne»; c 1025 - c 1086), también llamada «Edith la Hermosa», es más conocida por ser la esposa a la manera danesa de Haroldo Godwinson. También es denominada «Edith Cuello de Cisne» (Edith Swan-Neck), pero es el resultado de una mala interpretación de su apodo en inglés antiguo. A veces es confundida con la reina consorte de Haroldo Godwinson, llamada Edith de Mercia, hija del conde Aelfgar de Mercia.

## Esposa del rey Haroldo
Edith dio a luz varios hijos de Haroldo y fue su esposa de acuerdo con el derecho consuetudinario danés (una unión civil, no canónica) durante más de 20 años. A pesar de que la Iglesia nunca la consideró la esposa de Haroldo, sino su concubina, no hay ningún indicio de que la cultura de la época tratara a sus hijos como ilegítimos. De hecho, una de las hijas de Haroldo y de Edith, Gytha de Wessex, recibió el tratamiento de «princesa» y contrajo matrimonio con el gran duque de Kiev Vladímir II Monómaco.
Aunque se dice que el rey Haroldo casó legalmente con Edith de Mercia, la viuda del príncipe galés Gruffydd ap Llywelyn a quien había derrotado en batalla, ese matrimonio, que tuvo lugar a comienzos de 1066, se debió, según la mayoría de los eruditos modernos, a la conveniencia política. Mercia y Gales estaban aliadas contra Inglaterra, y este matrimonio fortaleció la posición inglesa en dos regiones muy problemáticas, y también ofreció a Haroldo un matrimonio considerado «legítimo» por el clero, a diferencia de su antiguo matrimonio more danico con Edith la Hermosa.
La historia y el folclore la recuerdan por ser quien identificó el cuerpo de Haroldo después de la batalla de Hastings (14 de octubre de 1066). El cadáver fue horriblemente mutilado después del combate por el ejército normando de Guillermo el Conquistador, y, pese a que Gytha Thorkelsdóttir, la madre de Haroldo, rogó al vencedor de Hastings que le entregara el cuerpo a fin de sepultarlo, el duque normando se negó, a pesar de que Gytha ofreció el peso de su hijo en oro.
Fue entonces cuando la hermosa Edith entró en el campo de batalla y caminó a través de la carnicería para poder identificar el cuerpo de su amante por las marcas en el pecho que sólo ella conocía. Fue gracias a la identificación de Edith que los monjes de la abadía de Waltham pudieron dar cristiana sepultura al cadáver de Haroldo. Heinrich Heine relata esta escena en el conocido poema El campo de batalla de Hastings (1855), donde Edith Cuello de Cisne es el personaje principal y el poeta afirma que las «marcas que sólo ella conocía» eran de hecho mordeduras de amor.

## Ficción histórica
La relación entre Harold Godwinson y Edith Swannesha es objeto de varias novelas:
- Helen Hollick - Harold the King
- G. A. Henty - Wulf the Saxon (1894)
- Julian Rathbone - The Last English King (1997)
- Edward Bulwer-Lytton - Harold, the Last of the Saxons (1848)